# Osip Afanas'evič Petrov
Osip Afanas'evič Petrov,   in russo Осип Афанасьевич Петров? (Elisavetgrad, 15 novembre 1806, 3 novembre del calendario giuliano – 12 marzo 1878, 28 febbraio del calendario giuliano), è stato un basso-baritono russo tra i più celebri e rinomati nell'Ottocento.

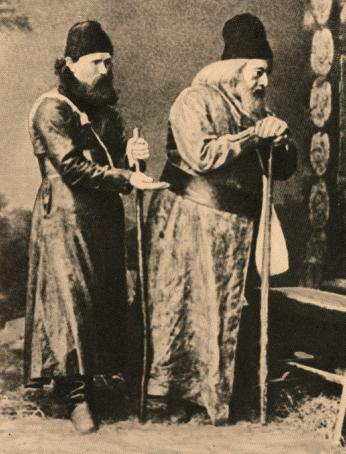
Osip Petrov (a destra) nel ruolo di Varlaam nel Boris Godunov di Musorgskij (1873)

Iniziò la sua carriera, durata ben 52 anni, cantando nel coro della chiesa, quindi lavorò nei teatri provinciali russi (incluso il Poltava, dove stabilì un connubio con Michail Ščepkin). Dal 1830 lavorò in pianta stabile per il teatro Bol'šoj Kamennyj e per il teatro Mariinskij di San Pietroburgo fino alla morte. Venne sepolto nel cimitero Tichvin.
Fu il primo a interpretare, fra molti altri:
- Ivan Susanin in Una vita per lo Zar di Michail Glinka
- Farlaf in Ruslan e Ljudmila di Glinka
- Lo Sconosciuto ne La Tomba di Askold di Aleksej Verstovskij
- Il Mugnaio in Rusalka di Aleksandr Dargomyžskij
- Il Vagabondo ex monaco Varlaam nel Boris Godunov di Modest Petrovič Musorgskij
- Ivan il terribile ne La fanciulla di Pskov di Nikolaj Rimskij-Korsakov
- Kočubej in Mazepa di Čajkovskij
- Ozia in Giuditta di Aleksandr Serov
- Il Principe Gudal ne Il Demone di Anton Rubinštejn